# Bertrand Pujo
Bertrand Bernard Léon Pujo (Orignac, 26 agosto 1878 – Orignac, 14 settembre 1964) è stato un aviatore, generale e politico francese, che ricoprì l'incarico di Direttore del servizio aeronautico dal 29 agosto al 31 dicembre 1926, di Capo di stato maggiore dell'Armèe de l'air dal 26 dicembre 1935 al 14 ottobre 1936 e di Ministro dell'aviazione dal 16 giugno al 12 luglio 1940.

## Biografia
Nacque a Orignac, nel dipartimento degli Alti Pirenei, il 26 agosto 1878, e dopo essersi arruolato nell'esercito fu ammesso a frequentare l'École spéciale militaire de Saint-Cyr  a partire dal 26 ottobre 1897.
Uscito con il grado di sottotenente nel 1899, scelse la Legione straniera e fu assegnato al 21ª compagnia del 2º Reggimento straniero (2e RE). Nell'agosto del 1900 si imbarcò con il sesto battaglione del 2º Reggimento destinato a prestare servizio a Haiphong, nell'Indocina francese. La sua unità fu assegnata ad operare nella zona di Yen Bay in forza al reggimento di marcia del 2e RE. Partecipò alla campagna di Cina con la 14ª Compagnia, venendo promosso tenente il 1 ottobre 1901. Rimpatriato a fine servizio, nell'ottobre 1902, dopo un anno fu trasferito a Saïda (Algeria) in forza alla 17ª Compagnia, 5º Battaglione, 2º Reggimento, ritornando quindi in Tonchino. Prestò servizio a Yen Luong, poi a Viétri e infine a Phu Doan, venendo trasferito al 1º Reggimento nel corso di una riorganizzazione dei reparti della Legione straniera operanti nella regione.
Rientrato in Algeria nel 1907 prestò servizio a Sidi Bel Abbes, e poi frequentò la Scuola superiore di guerra conseguendo il relativo brevetto. Promosso capitano il 24 settembre 1912 fu assegnato allo Stato maggiore del XVIII Corpo d'armata dove conseguì il brevetto di osservatore d'aeroplano. Il 1 gennaio 1914 fu nominato Cavaliere della Legion d'onore. Dal mese di luglio, dopo lo scoppio della prima guerra mondiale fu assegnato allo Stato maggiore della IVe Armée, ma svolse esclusivamente l'attività di aviatore in seno all'Escadrille DO 22 effettuando numerose missioni di ricognizione sui territori occupati dalle truppe nemiche.  Promosso chef de bataillon 1 ottobre 1916, fu nominato Aiutante del capo del servizio aeronautico presso il Grand Quartier Général (GQG).  Nel 1919 entrò in servizio nel gabinetto del Ministro della guerra generale Henri Mordacq, venendo promosso al grado di tenente colonnello e insignito della Croce di Ufficiale della Legion d'onore il 16 giugno 1920. Promosso colonnello nel dicembre 1921, entrò in servizio nel 35º Reggimento d'aviazione, di cui assunse il comando l'8 aprile 1922, ottenendo il brevetto di pilota militare il 24 giugno successivo. 
Nel settembre 1926 fu promosso generale di brigata e nel 1928 fu insignito del titolo di Commendatore della Legion d'onore. Promosso generale di divisione assunse il comando della 2ª Divisione aerea, venendo ammesso al Conseil supérieur de l'air nel gennaio 1930, e divenendo Grande Ufficiale della Legion d'onore nel dicembre 1935, nominato Capo di stato maggiore  dell'Armée de l'air  e vice presidente del Conseil supérieur de l'Air. Lasciò il servizio attivo il 14 ottobre 1936 per assumere la presidenza del consiglio di amministrazione della compagnia aerea Air France,  venendo insignito della Gran croce dell'Ordine della Legion d'onore nel 1938. Elevato al rango di generale d'armata aerea il 2 settembre 1939, subito dopo lo scoppio della seconda guerra mondiale, dopo la sconfitta del maggio-giugno 1940, il 16 giugno il Maresciallo di Francia Philippe Pétain, nuovo capo del governo, lo nominò Ministro dell'aviazione, ricoprendo tale incarico fino al 12 luglio successivo.  Con la costituzione del nuovo governo di Vichy, retto da Pierre Laval, assunse le funzioni di Segretario di stato all'aeronautica mantenendo tale incarico dal 12 luglio al 5 settembre 1940, quando fu sostituito dal generale Jean Bergeret e riassunse la presidenza della compagnia aerea Air France. Ricoprì tale incarico fino alla liberazione del 1944, quando fu sollevato dall'incarico e sottoposto a procedimento di epurazione presso l'Alta Corte di giustizia di Parigi per le sue attività all'interno del regime di Vichy. Il procedimento terminò con un non luogo a procedere per le modeste attività svolte, e si spense a Orignac, dove si era ritirato, il 14 settembre 1964.

## Pubblicazioni
- L'evolution de la pensée du général Foch su l'emploi de l'aviation en 1915-1915, in Colloque Air 1984, Service historique de l'armée de l'air, École Militaire, Paris, septembre 1984.

### Annotazioni
1. ↑  Tale squadriglia era dotata di sei biplani Dorand DO 1 equipaggiati con propulsore Anzani.
2. ↑  Per questa attività fu citato due volte all'Ordine del giorno dell'esercito. Una di queste recita: A survolé presque chaque jour la région occupée par l’ennemi, a subi son feu à plusieurs reprises, en particulier le 20 août, où son pilote a reçu une balle dans l’épaule. Il n’en a pas moins poursuivi avec sang-froid l’exécution intégrale des missions qu’il avait reçues.
3. ↑  Il governo del Maresciallo Pétain fu l'ultimo della Terza Repubblica francese.

### Fonti
1. 1 2 3 4 5 6 7 8 9 10 11 12 13 14 15 16 17  Beilot 2001, p. 198.
2. ↑  Higham, Parillo 2013, p. 67.
3. 1 2  Robin Higham, Two Roads to War: The French and British Air Arms from Versailles to Dunkirk, Naval Institute Press, Annapolis, 2012, ISBN 1-61251-085-X.
4. ↑  Ministère des Affaires étrangères et européene 2009, p. 375.